# Абісму-Гуй-Колет
Абісму-Гуй-Колет (порт. Abismo Guy Collet) — печера на півночі Бразилії, біля кордону з Венесуелою. Печера закладена в кварциті однієї з столових гір (тепуї), але попри це, ймовірно, має карстове походження. Глибина печери становить 670,6 м, і це на сьогодні найглибша печера не тільки Бразилії, але і всієї Південної Америки, а також найглибша печера світу в кварцитах. Печеру було відкрито і пройдено до сифона у 2006 році італійською групою «Akakor Geographical Exploring».